# Lorenzo Bianco
Lorenzo Bianco (Genova, 18 aprile 1995) è un pallanuotista italiano.

## Carriera sportiva
Muove i primi passi nel settore giovanile del Nervi, per poi trasferirsi al Savona dove prosegue il suo processo di crescita. Con la calottina biancorossa esordisce anche in Serie A1, all'età di soli 15 anni, il 22 gennaio 2011 nell'incontro vinto a Imperia 20-4. Nel 2012 conquista, con la R.N. Savona, il titolo di Campione Italiano U20. Esordio in Nazionale giovanile nel 2010 al Torneo Internazionale di Zrenjanin (SRB).
Alla sua prima stagione da professionista nel 2011-12 conquista, con la Rari Nantes Savona, la LEN Euro Cup, battendo in finale gli spagnoli del Sabadell.
Ha frequentato il liceo scientifico Martin Luther King di Genova e, a soli 21 anni, ha conseguito la laurea in Ingegneria Industriale (Tesi: Definizione di una piattaforma di analisi delle prestazioni di un distretto energetico), presso il Campus Universitario di Savona della Scuola Politecnica dell'Università degli studi di Genova. Attualmente è in procinto di terminare il corso di laurea magistrale in Energy Engineering.

## Palmarès
- Campione Italiano U20
- LEN Euro Cup